# Военноморски сили на Турция
Военнноморските сили на Турция (на турски:Türk Deniz Kuvvetleri), или турски флот (на турски: Türk Donanması) е военноморската служба на турските въоръжени сили.
Военноморският флот може да проследи своя произход обратно до първите турски флоти, които плават по Егейско море в края на 11 век, флотите на анадолските бейлици през 14 век, а и до османския флот. Съвременните военноморски традиции и обичаи на турския флот обаче могат да бъдат проследени до 10 юли 1920 г., когато той е създаден като Дирекция по военноморските дела по време на турската война за независимост, водена от Мустафа Кемал Ататюрк. От юли 1949 г. службата е официално известна като турски военноморски сили.
През 2008 г. турският флот е имал активна численост от 48 600 души; тази цифра включва бригада морска пехота, както и няколко отряда на специалните сили и командосите. Към началото на 2021 г. флотът експлоатира голямо разнообразие от кораби и 60 морски самолета.

## Подсекретариат
След разпускането на Министерството на флота, военноморските сили бяха реорганизирани под Министерството на националната отбрана и на 16 януари 1928 г. беше създаден Подсекретариат на морето (Deniz Müsteşarlığı), за да поемат задълженията на бившето военно министерство. С тази нова реорганизация командването на турския флот беше поставено под командването на турския генерален щаб по отношение на администрацията и логистиката. На 2 ноември 1930 г. Военноморският колеж (Deniz Harp Akademisi) започва обучение и обучение на кадрови офицери в своите съоръжения в двореца Йълдъз. По време на Втората световна война военноморските училища бяха временно преместени от Истанбул в Мерсин от съображения за сигурност и провеждаха образователни и обучителни дейности в този град.
През 1933 г., с одобрението на Турското Народно Събрание, Гьолкюк е определен за основна база на турския флот. През същата година е заложен първият нов кораб, построен във военноморския корабостроителница Гьолджюк, танкерът TCG Гьолджюк; и стартира на следващата година. С подписването на конвенцията от Монро през 1936 г. суверенитетът на Турция над турските проливи е международно признат, а на проливите Босфор и Дарданели са създадени укрепени райони, като на тези командвания са възложени военноморски отряди.

## Командване на военноморските сили
Турските военноморски сили бяха представени под заглавието на военноморския подсекретариат в щаба на турския генерален щаб в Анкара от 1928 до 1949 г. Историческият указ на Висшия военен съвет от 15 август 1949 г. доведе до основаването на командването на турските военноморски сили (на турски: Deniz Kuvvetleri Komutanlığı). След присъединяването на Турция към НАТО на 18 февруари 1952 г. турските военноморски сили са интегрирани в организационните клонове на алианса.

## Структура
През 1961 г. командването на турските военноморски сили е организирано в четири основни подчинени командвания: Командването на турския флот, Командването на Северното морско пространство на Турция, Командването на турската зона на Южното море и Командването за обучение на военноморските сили на Турция. През 1995 г. турското военноморско командване е преименувано на турско военноморско командване за обучение и образование.
- Командване на флота – Коджаели
- Командване на Северно морско пространство – Истанбул
- Командване на района на Южно море – Измир
- Командване за морско обучение и образование – Истанбул

## Оборудване

### Префикс на корабите и съдовете
Корабите и плавателните съдове на ВМС на Турция имат префикса TCG (от на турски: Türkiye Cumhuriyeti Gemisi – Кораб на Турската Република).

### Кораби и подводници
Към 2015 г. флотът експлоатира голямо разнообразие от кораби, включително; 16 фрегати, 10 корвети, 12 подводници, 19 ракетни лодки, 16 патрулни лодки, 11 противоминни кораба, 33 десантни кораба и различни спомагателни кораби. През 2021 г. общият тонаж на турския флот е приблизително 267 658+ тона.

### Самолети
Турският флот експлоатира общо 50 самолета, включително 15 самолета с неподвижни крила и 35 хеликоптера.
| Самолети                                       | Произход | Тип                                     |
| ---------------------------------------------- | -------- | --------------------------------------- |
| ATR 72 MPA                                     | Италия   | морски патрулен / транспортен самолет   |
| CASA CN-235                                    | Испания  | морски патрулен                         |
| SOCATA TB                                      | Франция  | тренировъчен самолет                    |
|                                                |          |                                         |
| Хеликоптери                                    |          |                                         |
| Sikorsky S-70B-28 Seahawk                      | САЩ      | морски патрулен                         |
| Agusta-Bell AB-212 ASW                         | Италия   | морски патрулен                         |
|                                                |          |                                         |
| Безпилотни Бойни Летателни Апарати (ББЛА/UCAV) |          |                                         |
| TAI Anka                                       | Турция   | безпилотен боен летателен апарат (UCAV) |
| Bayraktar TB2                                  | Турция   | безпилотен боен летателен апарат (UCAV) |

#### Модернизация на фрегата от клас Barbaros
С Проекта за модернизация на фрегата клас Barbaros, който продължава отдавна, целта е да се премахнат съществуващите бойни системи от 4 фрегати от клас Barbaros, регистрирани в инвентара на Командването на военноморските сили, и да се оборудват със системи на Аселсан – Хавелсан.